# دایوئیهی
دیاوهی یا دایوکی (باتوجه به گویش گرجی)(گرجی: დიაოხი ، اورارتویی Diauehi، یونانی Taochoi، Tayk ارمنی، احتمالاً آشوری Daiaeni) یک اتحادیه قبیله‌ای واقع در شمال‌شرقی آناتولی بود که در منابع آشوری و اورارتویی در عصر آهن ثبت شده است.  معمولاً (اگرچه نه همیشه) با دایایی (دایایی) قبلی،  که در کتیبه یونجالو مربوط به سال سوم پادشاهی آشور تیگلات پیلسر اول (۱۱۱۸ پیش از میلاد) و در اسناد بعدی توسط شلمانسر سوم (۸۴۵ پیش از میلاد) گواهی شده است، شناسایی می‌شود . علیرغم همه داشته‌ها، هنوز روشن نیست که آن‌ها به چه زبانی صحبت می‌‌کردند،  : ۲۰۵  اما آن‌ها ممکن است سخنوران یک کارتولی بوده باشند، و یا به زبانی مانند     ارمنی،  ایرانی، یا زبان هوری صحبت می‌کردند. 

## مکان
اگرچه گستره جغرافیایی دقیق دایوکی هنوز نامشخص است، اما بسیاری از پژوهشگران آن‌را در دشت پاسینلر در شمال‌شرقی ترکیه امروزی قرار می‌دهند، در حالی که برخی دیگر آن را در سرزمین‌های راهپیمایی ارمنی - گرجستانی که رودخانه کورا را دنبال می‌کند، قرار می‌دهند. به احتمال زیاد، هسته سرزمین‌های دایوکی ممکن است از سرچشمه فرات به دره‌های رودخانه چوروه  تا اولتو امتداد داشته باشد. منابع اورارتویی از سه شهر کلیدی دایوکی (دیاهوئی) - زوآ، اوتو و ساسیلو - صحبت می‌کنند. زوا اغلب با قلعه زیوین و اوتو احتمالاً اولتوی مدرن شناخته می‌شود، در حالی که ساسیلو گاهی اوقات با نامی گرجی قرون وسطایی ساسیره در نزدیکی تورتومی ( تورتوم کنونی، ترکیه) مرتبط می‌شود.  شهر دیائوهین شِشِتینا ( Diaeuhian Šešetina ) ممکن است با شهر شاوشات در ترکیه (شاوشتی به گرجی) مطابقت داشته باشد. 
به نظر می رسد که منطقه دایوکی تقریباً با   یا هم مرز با  قلمرو قبلی هایاسا-آزی مطابقت داشته است.

## تاریخ
در اوایل قرن هشتم، دایوکی هدف قدرت منطقه‌ای نوظهور اورارتو قرار گرفت. منوآ (۸۱۰–۷۸۵ پیش از میلاد) بخشی از دایوکی را فتح کرد و مهمترین شهرهای آن را ضمیمه کرد: زوآ، اوتو ، و شاشیلو، و پادشاه دایوکی، اوتوپورسی (نی) را مجبور کرد که خراجی از طلا و نقره بپردازد.
پسر منوآ  آرگیشتی اول (۷۸۵–۷۶۳ قبل از میلاد)، در سال ۷۸۳ علیه پادشاهی دایوکی لشکرکشی کرد.  آرگیشتی اول پادشاه اوتوپورسی را شکست داد و دارایی‌های او را ضمیمه کرد. اوتوپورسی در ازای جان خود مجبور به پرداخت خراج از جمله انواع فلزات و دام شد.  در اواخر سلطنت خود، آرگیشتی اول لشکرکشی دیگری را علیه اوتوسپورسی رهبری کرد که رهبری شورش علیه اورارتویی‌ها را بر عهده داشت. 

## شناسایی قومی-زبانی احتمالی
دایوکی (یا دیوئیهی) را برخی منبع پروتو-کارتولی می‌دانند. رونالد گریگور سانی (۱۹۹۴) آن را به عنوان یک "شکل قبیله‌ای مهم از گرجستانی‌های نخستین اولیه" توصیف کرده است. 
به گفته رابرت اچ. هوسن، آن‌ها ممکن است گویشوران زبانی بوده باشند که با زبان دیگری در منطقه قفقاز ارتباطی ندارد و از دیگران متمایز بوده باشند. 
با این حال، دیودوروس سیکولوس آن‌ها را به‌عنوان Xaoi ذکر کرده است، که هوسن آن را به‌عنوان یک شکل یونانی از نام ارمنی ، هایک، ریشه‌یابی می‌کند. 
ماسیمو فورلانینی ارتباط بین نام قبیله دایوکی، بالتو، و خدای هایاسان، بالتایک را پیشنهاد کرد. او همچنین این‌ها را با نام مزدور حیاسان، والتحی مقایسه کرد. 

## ارتباط به دایایی
برخی از پژوهشگران دیائوهی را به قبیله دایایی دوره برنز مرتبط می‌دانند،  که در منابع آشوری قرن ۱۲ پیش از میلاد به عنوان بخشی از کنفدراسیون ناییری یاد شده است.   این ارتباط عمدتاً به دلیل شباهت‌های آوایی نام‌های دایایی و دیائهی است.
دایایی‌ها به اندازه کافی قدرتمند بودند تا با حملات آشوری مقابله کنند، اگرچه در سال ۱۱۱۲ پیش از میلاد پادشاه آن‌ها، سین، توسط تیگلات پیلسر اول شکست خورد.
دایایی تقریباً سه قرن بعد دوباره در متون آشوری ظاهر شد، زمانی که پادشاه آسیای دایایی (۸۵۰-۸۲۵ قبل از میلاد) مجبور شد در سال ۸۴۵ پیش از میلاد به پادشاه آشور شلمنسر سوم تسلیم شود، پس از اینکه شاه اورارتو را تسخیر کرد و به دایانی یورش برد.
از آنجایی که به نظر می‌رسد دیوئیهی از سوابق آشوری بیشتر از دیائوهی از سوابق اورارتویی واقع شده است، رابرت اچ. هوسن و نیکلاس آدونتز پیشنهاد کردند که دیایینی‌ها در ابتدا در منطقه‌ای بین پالو و استان موش یا دریاچه وان ساکن بوده‌اند.  : ۲۰۷  آن‌ها سپس به سمت شمال به استان کارس حرکت کردند، جایی که با اورارتوی‌ها نبرد کردند و بعداً با مزدوران یونانی از جمله گزنفون روبرو شدند. آن‌ها متعاقباً به سمت شمال غربی حرکت کردند. : ۲۰۷ 
آرشیبالد سیس پیشنهاد کرد که Daiaeni از نام یک بنیانگذار همنام به نام Diaus نامگذاری شده است و بنابراین به معنای "مردم سرزمین / قبیله Diau(ها) است". 

## انوماستیک

### حاکمان دایایی
- Diau(s) (بنیانگذار / پدرسالار احتمالی پیشنهاد شده توسط Archibald Sayce)

- Sien

- آسیا

### حاکمان دیوئیهی
- اوتوپورسی (نی)

### طوایف دیوئیهی
- اَردکی

- بالتو

- کابلی

- شاشکی

### نواحی دیوئیهی
- کادا

- عاشقالاشی

### شهرهای دیوئیهی
- شاشیلو

- اوتوها

- زوآ

- الهدیریلوحی

## یادداشت
1. ^ first mention of the Daiaeni tribe, who some scholars link to later Diaeuhi

## بیش‌خوانی
- آنتونیو ساگونا ، کلودیا ساگونا، باستان شناسی در مرز شمال شرقی آناتولی، I: جغرافیای تاریخی و بررسی میدانی استان بایبورت (مطالعات خاور نزدیک باستان) (گالینگور)، پیترز (۳۰ ژانویه ۲۰۰۵)،شابک ‎۹۰-۴۲۹-۱۳۹۰-۸
- گرجستان. (۲۰۰۶). دایره المعارف بریتانیکا . بازیابی شده در ۱۴ فوریه ۲۰۰۶، از دایره المعارف Britannica Premium Service
- Kavtaradze, GL، "تلاشی برای تفسیر برخی از قومیت‌های آناتولی و قفقازی منابع کلاسیک"، Sprache und Kultur ، # 3 (Staatliche Ilia Tschawtschawadse Universitaet Tbilisi für Sprache und Kultur Institut zur Erforschung des westlichennk). تفلیس، 2002. GL Kavtaradze. تلاشی برای تفسیر برخی از قومیت‌های آناتولی و قفقازی منابع کلاسیک | آناتولی | هیتی‌ها
- ملیکیشویلی، ج.ا.، «دیائهی». بولتن تاریخ باستان ، ج. ۴، ۱۹۵۰. (نشر به زبان روسی)
- (به روسی) С. Д. Gogotidze, Localization "stran" Daiaэn-Diaoha.

الگو:Ancient Georgians